# تدی ریچرت
تدی ریچرت (انگلیسی: Teddy Richert؛ زادهٔ ۲۱ سپتامبر ۱۹۷۴) بازیکن فوتبال اهل فرانسه است.
از باشگاه‌هایی که در آن بازی کرده‌است می‌توان به باشگاه فوتبال سوشو، باشگاه فوتبال لیل، باشگاه فوتبال تولوز، و باشگاه فوتبال بوردو اشاره کرد.